# Ácido glioxílico
O ácido glioxílico ou ácido formilfórmico é um composto orgânico, um ácido orgânico. Juntamente com o ácido acético, ácido glicólico e ácido oxálico, o ácido  glioxílico é um dos ácidos carboxílicos C2. É um sólido incolor que ocorre naturalmente e é útil industrialmente tanto puro como na forma dos seus sais e ésteres. Vem sendo muito utilizado pela indústria cosmética em substituição ao formaldeído nos tratamentos de cabelos, nas chamadas "progressivas".

## Estrutura e nomenclatura
Ácido glioxílico geralmente é descrito com a fórmula química OCHCO2H, i.e. contendo um grupo funcional aldeído (ver imagem no canto superior direito). O aldeído na verdade não é observado em solução ou como um sólido. Como visto para muitos outros aldeídos, ele existe mais comumente como o hidrato. Assim, a fórmula para o ácido glioxílico é realmente (HO)2CHCO2H, descrito como o "monoidrato."  Este diol geminal existe em equilíbrio com o hemiacetal dimérico em solução: A constante da lei de Henry é KH = 1.09 × 104 × exp[(40.0 × 103/R) × (1/T − 1/298)].
2 (HO)2CHCO2H   O[(HO)CHCO2H]2  +  H2O

## Preparações
A base conjugada do ácido glioxílico é conhecida como glioxilato e é a forma em que o composto existe em solução a pH neutro. O glioxilato é o subproduto do processo de amidação na biossíntese de vários péptidos amidados.
O composto é formado por oxidação orgânica de glioxal com ácido nítrico quente, sendo o produto lateral principal o ácido oxálico. No entanto, esta reação é altamente exotérmica e propensa a descontroles térmicos.

Ozonólise do ácido maleico é também efetiva.
Historicamente o ácido glioxílico foi preparado do ácido oxálico eletrossinteticamente:
Em síntese orgânico, ânodos de dióxido de chumbo foram aplicados para a produção de ácido glioxílico de ácido oxálico em um eletrólito de ácido sulfúrico.

## Papel biológico
Glioxilato é um intermediário do ciclo do glioxilato, o qual permite a organismos, tais como bactérias, fungos e plantas converter ácidos graxos em carboidratos. O ciclo do glioxilato é também importante para indução dos mecanismos de defesa das plantas em resposta a fungos. O ciclo do glioxilato é iniciado através da atividade da isocitrato liase, que converte o isocitrato em glioxilato e succinato. Pesquisa está sendo feita para co-optar a rota para uma variedade de usos, como a biossíntese de succinato.

### Glioxilato em humanos
Glioxilato é produzido via duas rotas através da oxidação do glicolato nos peroxissomos ou através do catabolismo da hidroxiprolina nas mitocôndrias. Nas peroxissomas, o glioxilato é convertido em glicina por AGT1 ou em oxalato por glicolato oxidase. Na mitocôndria, glioxilato é convertido em glicina por AGT2 ou em glicolato por glicolato redutase. Uma pequena quantidade de glioxilato é convertido em oxalato por lactato deidrogenase citoplásmica.

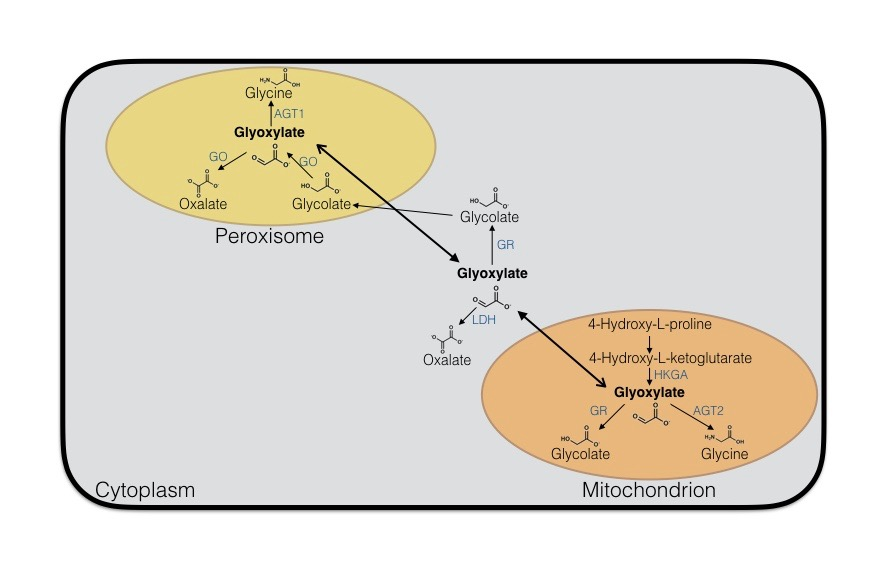
metabolismo de oxalato e glioxilato em hepatócitos.
AGT1 e 2, alanina: glioxilato aminotransferase 1 e 2; GO, glicolato oxidase; GR, glioxilato redutase; HKGA, 4-hidroxi-2-cetoglutarato liase; LDH, lactato deidrogenase.

### Glioxilato em plantas
Além de ser um intermediário na via do glioxilato, o glioxilato também é um intermediário importante na rota da fotorrespiração. Fotorrespiração é um resultado da reação de Rubisco secundária com O2 ao invés de CO2. Embora tenha sido considerado um desperdício de energia e recursos, a fotorespiração mostrou ser um importante método de regeneração de carbono e CO2, removendo fosfoglicolato tóxico, e iniciando mecanismos de defesa. Na fotorrespiração, glioxilato é convertido de glicolato através da atividade de glicolato oxidase no peroxissoma. É então convertido em glicina através de ações paralelas por SGAT e GGAT, que é então transportado para a mitocôndria. Tem sido também relatado que o complexo piruvato deidrogenase pode desempenhar um papel no metabolismo de glicolato e glioxilato.

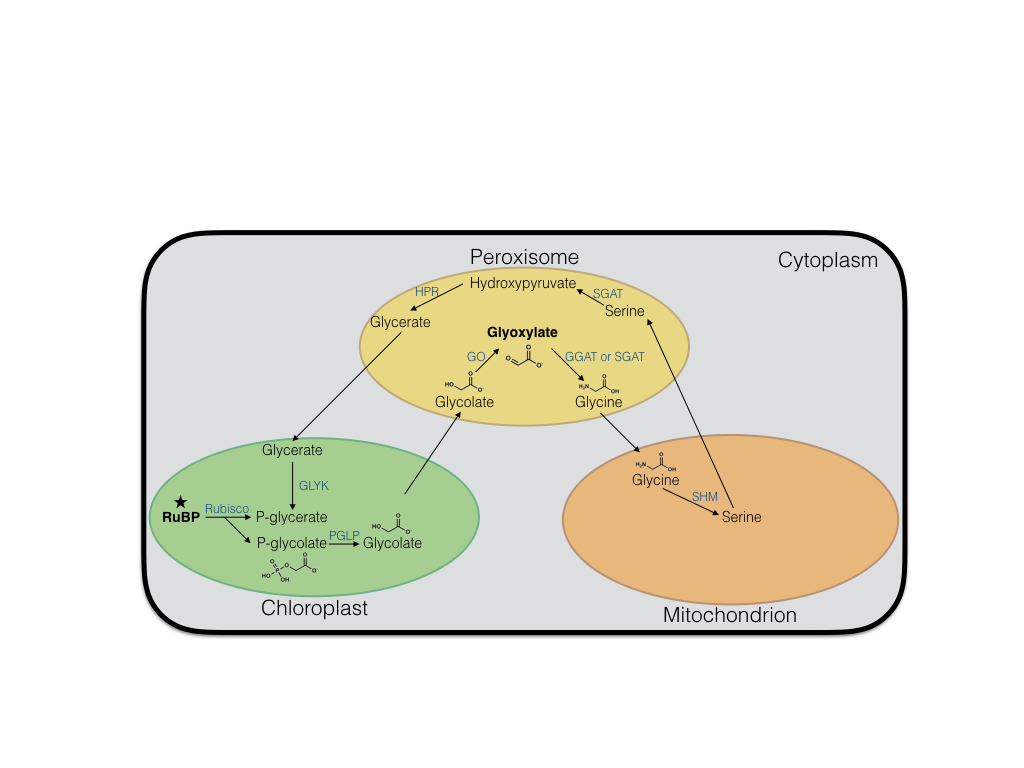
Visão geral básica da fotorrespiração em Arabidopsis.
GGAT, glioxilato:glutamato aminotransferase; GLYK, glicerato quinase; GO, glicolato oxidase; HPR, hidroxipiruvato redutase; PGLP, fosfoglicolato fosfatase; Rubisco, RuBP carboxilase/oxigenase; SGAT, serina:glioxilato aminotransferase; SHM, serina hidroximetiltransferase.

## Relevância em doenças

### Diabetes
Glioxilato é pensado para ser um marcador inicial potencial para diabetes do Tipo II. Uma das condições chave da patologia diabetes é a produção de produtos finais de glicação avançada (AGEs, advanced glycation end-products) causada pela hiperglicemia. AGEs pode levar a mais complicações de diabetes, como danos nos tecidos e doença cardiovascular. Geralmente são formados a partir de aldeídos reativos, como os presentes em açúcares redutores e alfa-oxoaldeídos. Em um estudo, níveis de glioxilato foram encontrados significativamente aumentados em pacientes que foram diagnosticados posteriormente com diabetes do Tipo II. Os níveis elevados foram encontrados às vezes até três anos antes do diagnóstico, demonstrando o papel potencial por glioxilato para ser um marcador preditivo precoce.

### Nefrolitíase
Glioxilato está envolvido no desenvolvimento de hiperoxalúria, uma causa chave de nefrolitíase (comumente conhecido como pedras nos rins). Glioxilato é tanto um substrato como indutor de transportador-1 de ânion sulfato (sat-1), um gene responsável pelo transporte de oxalato, permitindo que ele aumente a expressão mRNA sat-1 e como um resultado o oxalato eflui da célula. O aumento de oxalato liberado permite o acúmulo de oxalato de cálcio na urina, e então a eventual formação de pedras no rim.
A interrupção do metabolismo do glioxilato proporciona um mecanismo adicional de desenvolvimento da hiperoxalúria. Perda de função de mutações no gene HOGA1 leva a uma perda de 4-hidroxi-2-oxoglutarato aldolase, uma enzima na rota hidroxiprolina a glioxilato. O glioxilato resultante desta via é normalmente armazenado para evitar oxidação a oxalato em citosol. O caminho interrompido, no entanto, causa um acúmulo de 4-hidroxi-2-oxoglutarato o qual também ser transportado ao citosol e convertido em glioxilato através de diferente aldolase. Estas moléculas de glioxilato podem ser oxidadas em oxalato aumentando sua concentração e causando hiperoxalúria.

## Reações e usos
Ácido glioxílico é um ácido aproximadamente 10x mais forte que o ácido acético, com uma constante de dissociação ácida de 4.7 × 10−4 (pKa = 3.32):
OCHCO2H    OCHCO2−  +  H+
Com base, ácido glioxílico desproporciona:
2 OCHCO2H  +  H2O   →   HOCH2CO2H  +  (CO2H)2
Ácido glioxílico resulta em heterociclos sob condensação com ureia e 1,2-diaminobenzeno.

### Derivados de fenol
Sua condensação com fenol é versátil. O produto imediato é ácido 4-hidroximandélico. Estas espécies reagem com amônia resultando em hidroxifenilglicina, um precursor à droga amoxicilina. Redução do ácido 4-hidroximandélico resulta em ácido 4-hidroxifenilacético, um precursor à droga atenolol. Condensações com guaiacol em lugar do fenol fornece uma rota para vanilina, uma formilação em rede.

### Reação de Hopkins-Cole
Ácido glioxílico é um componente da reação de Hopkins-Cole, usada para verificar a presença de triptofano em proteínas.

## Segurança
O composto não é muito tóxico, com um DL50 para ratos de 2500 mg/kg.